# サヤミドロモドキ綱
サヤミドロモドキ綱（サヤミドロモドキこう、学名: Monoblepharidomycetes）はツボカビ門に分類される菌類の綱の1つであるが、2022年現在では、サヤミドロモドキ門（学名: Monoblepharidomycota）として独立させることも多い。発達した菌糸を形成するもの（図1）がよく知られているが、微小な単細胞性の種もいる。鞭毛細胞は細胞後端から後方へ伸びる1本の鞭毛をもち、また菌類としては例外的に卵と鞭毛をもつ精子による卵生殖を行う。主に淡水域に生育する腐生菌であり、水底の樹枝や果実、昆虫の死骸上などに出現する。2020年現在、30種ほどが知られる小さなグループである。

## 特徴

### 菌体
菌体は発達した長い菌糸を形成するものもいるが、比較的短い棍棒状のものや、微小な単細胞性の種もいる。菌糸は分枝または無分枝であり、発達した菌糸をもつ種では菌糸先端に生殖器（遊走子嚢、配偶子嚢）が形成される（下記参照）。菌糸は基本的に無隔壁であるが、生殖器となる部分などには二次的に隔壁が形成されることがある。細胞内には液胞が発達しており、泡状に見えることが多い。菌体の基部はふつう付着器 (holdfast) または仮根 (rhizoid) によって基物に付着しているが、Hyaloraphidium はこれらを欠きプランクトン性である。
細胞壁はキチンを含むが、Gonapodya prolifera からはセルロースも報告されている。
核分裂において核膜は維持されるが、極の部分のみ核膜が消失して極窓が生じる。
Hyaloraphidium curvatum のミトコンドリアDNAは特異であり、長さ約 30 kbp（kbp = 1,000塩基対）の直鎖状DNAである。23遺伝子を含み（小サブユニットリボソームRNA遺伝子は2つに分かれている）、両端には逆位反復配列が存在する。

### 生活環
有性生殖を行うサヤミドロモドキ類は、菌界の中では例外的に、不動の卵細胞と鞭毛をもつ精子の間で卵生殖を行う。ただし有性生殖が見つかっていないものも少なくない。典型的には、明所で低温 (8–15°C) 条件では無性生殖を、暗所で高温条件では有性生殖を行う。 
造精器 (antheridium) において細胞後端から後方へ伸びる鞭毛を1本もつ精子 (spermatozoid, antherozoid) が形成され、生卵器 (oogonium) において鞭毛をもたない大型の卵 (egg, oosphere) が形成される。菌糸の先端に、造精器と生卵器が連続して形成されるものもある（下図2）。受精卵（接合子）は生卵器中にとどまる例 (Monoblepharis sphaerica など)、アメーバ運動によって生卵器の開口部に移動する例 (Monoblepharis polymorpha など; 下図2)、精子の鞭毛が残ってその運動によって移動する例 (Monoblepharella, Gonapodya) がある。受精卵（接合子）はふつう厚い細胞壁を形成し、耐久細胞である卵胞子 (oospore) となる（下図2）。減数分裂の時期は不明であるが、ふつう卵胞子の発芽時に起こると考えられている。ただしゲノム調査からは、Gonapodya では栄養体が複相であることが示唆されている。
無性生殖では、ふつう細胞後端から後方へ伸びる1本の鞭毛をもつ遊走子を形成するが、Hyaloraphidium curvatum は鞭毛をもたない自生胞子（細胞壁に囲まれ、母細胞に似た外形をもつ胞子）を形成して無性生殖を行う。菌糸が発達した種では、菌糸の先端に遊走子嚢が形成される。

### 鞭毛細胞
鞭毛細胞（遊走子、精子）は、細胞後端から後方へ伸びる1本鞭毛をもつ。ツボカビ綱の鞭毛細胞に比べて大型であることが多い（最大で細胞長 13 µm）。鞭毛細胞がアメーバ運動をしたり、前方から仮足を伸ばすこともある。Gonapodya prolifera では、鞭毛の軸糸に沿って管状の繊維構造が存在する。
鞭毛細胞において、核の周囲にはリボソームが密集し、小胞体によってゆるく包まれている。また球形のミトコンドリアがこの周囲に散在している。細胞前方にはしばしば脂質顆粒が多く見られる。細胞後方側面には、ミクロボディーに裏打ちされた多数の小孔がある扁平な小胞が存在し、ランポソーム（rumposome）ともよばれる。ツボカビ綱やコウマクノウキン門にも類似構造が存在するが、これらの群では脂質顆粒も加わった複合体を形成する。鞭毛の基底小体の横には鞭毛を生じない基底小体（中心粒）がほぼ平行に配置しており、2個の基底小体は電子密度の高い構造でつながっている。鞭毛の基底小体の側方には有紋の盤状構造 (striated disc) が付随しており、ランポソームと連結し、またそこから多数の微小管が上方へ放射状に伸びている。

## 生態
主に淡水域に生育し、水底の樹枝や果実、種子、藻類、巻貝の殻、昆虫の死骸上などから見つかり、ときに嫌気的な環境から単離される。また土壌からも単離される。海水域からの報告はないが、環境DNAの研究からはサヤミドロモドキ類に属すると考えられる配列が比較的多く報告されている。
2022年現在、知られている種はすべて腐生性（死骸など生きていない有機物を分解して栄養を得る栄養様式）であり、寄生性の種は知られていない。

## 系統と分類
サヤミドロモドキ類の中で最初に記載された属はサヤミドロモドキ属（Monoblepharis）であり (Cornu 1871)、この属は発達した無隔菌糸をもつため当初は卵菌類に分類されていた。
やがて鞭毛細胞が細胞後端から後方へ伸びる1本の鞭毛をもつことなどから、サヤミドロモドキ類はツボカビ綱に分類されるようになった。ツボカビ綱の中では、卵生殖などの特徴から独立のサヤミドロモドキ目として分類されるようになった。
20世紀末以降、分子系統学的研究が行われるようになると、古典的な意味でのツボカビ綱の多様性が明らかとなり、いくつかに分割することが提唱された。このうちサヤミドロモドキ類は狭義のツボカビ類に近縁ではあるものの系統的に独立しているため、ツボカビ門のサヤミドロモドキ綱として扱われるようになった。また2022年現在、サヤミドロモドキ綱をツボカビ門から分離し、サヤミドロモドキ門として独立させることも多い。
分子系統学的研究からは、サヤミドロモドキ綱の中に3群が存在することが示されており、それぞれヒアロラフィディウム目、ハルポキトリウム目、サヤミドロモドキ目に分類されている（下図3, 下表1）。このうちサヤミドロモドキ目とハルポキトリウム目が姉妹群となり、ヒアロラフィディウム目が最初期分岐群であることが示されている。
発達した菌糸をもつ属 (Monoblepharis, Gonapodya など) はサヤミドロモドキ綱の中で単系統群（サヤミドロモドキ目）を構成しており（下図3）、このことはサヤミドロモドキ目に見られる菌糸は他の菌類とは独立にサヤミドロモドキ綱内で獲得されたものであることを示唆している。
Harpochytrium は当初は無色の藻類として扱われていたが、ツボカビ類とする意見もあった。その後、鞭毛細胞の特徴などからサヤミドロモドキ類との類縁性が示唆され、このことは分子系統学的研究からも支持されている。また Hyaloraphidium も無色の藻類として扱われていた生物であり、また鞭毛細胞を形成しないためサヤミドロモドキ類との類縁性は想定されていなかったが、分子系統学的研究からサヤミドロモドキ類の最初期分岐群であることが示されている（下図3）。そのため2022年現在では、（サヤミドロモドキ類全体をサヤミドロモドキ門として）Hyaloraphidium を別綱（ヒアロラフィディウム綱 Hyaloraphidiomycetes）に分類することもある。
淡水産の藻類に寄生する単心性の菌類である Sanchytrium や Amoeboradix はツボカビ類に似ているが、鞭毛が運動能を欠くなど特異な点もある。分子系統解析に基づいて、発見当初はこの菌群 (Sanchytriaceae) はサヤミドロモドキ綱に分類された。しかし解析に用いられた遺伝子の進化速度が極めて速かったため、その系統的位置は明らかではなかった。その後大量の分子データに基づき、この菌群はサヤミドロモドキ類とは近縁ではなく、コウマクノウキン門の姉妹群であることが示されている。
|  | Harpochytrium  |
|  |                |
|  | Oedogoniomyces |
|  |                |

|                     | Telasphaerula                                                     |
| Telasphaerulaceae科 |                                                                   |
|                     | Gonapodya                                                         |
| ゴナポジア科        |                                                                   |
|                     | \| \| Monoblepharella \| \| \| \| \| \| Monoblepharis \| \| \| \| |
| サヤミドロモドキ科  |                                                                   |
|                     | Monoblepharella                                                   |
|                     |                                                                   |
|                     | Monoblepharis                                                     |
|                     |                                                                   |

|  | Monoblepharella |
|  |                 |
|  | Monoblepharis   |
|  |                 |

|  | Harpochytrium  |
|  |                |
|  | Oedogoniomyces |
|  |                |

|                     | Telasphaerula                                                     |
| Telasphaerulaceae科 |                                                                   |
|                     | Gonapodya                                                         |
| ゴナポジア科        |                                                                   |
|                     | \| \| Monoblepharella \| \| \| \| \| \| Monoblepharis \| \| \| \| |
| サヤミドロモドキ科  |                                                                   |
|                     | Monoblepharella                                                   |
|                     |                                                                   |
|                     | Monoblepharis                                                     |
|                     |                                                                   |

|  | Monoblepharella |
|  |                 |
|  | Monoblepharis   |
|  |                 |

|  | Harpochytrium  |
|  |                |
|  | Oedogoniomyces |
|  |                |

|                     | Telasphaerula                                                     |
| Telasphaerulaceae科 |                                                                   |
|                     | Gonapodya                                                         |
| ゴナポジア科        |                                                                   |
|                     | \| \| Monoblepharella \| \| \| \| \| \| Monoblepharis \| \| \| \| |
| サヤミドロモドキ科  |                                                                   |
|                     | Monoblepharella                                                   |
|                     |                                                                   |
|                     | Monoblepharis                                                     |
|                     |                                                                   |

|  | Monoblepharella |
|  |                 |
|  | Monoblepharis   |
|  |                 |

|  | Harpochytrium  |
|  |                |
|  | Oedogoniomyces |
|  |                |

|                     | Telasphaerula                                                     |
| Telasphaerulaceae科 |                                                                   |
|                     | Gonapodya                                                         |
| ゴナポジア科        |                                                                   |
|                     | \| \| Monoblepharella \| \| \| \| \| \| Monoblepharis \| \| \| \| |
| サヤミドロモドキ科  |                                                                   |
|                     | Monoblepharella                                                   |
|                     |                                                                   |
|                     | Monoblepharis                                                     |
|                     |                                                                   |

|  | Monoblepharella |
|  |                 |
|  | Monoblepharis   |
|  |                 |

|  | Harpochytrium  |
|  |                |
|  | Oedogoniomyces |
|  |                |

|                     | Telasphaerula                                                     |
| Telasphaerulaceae科 |                                                                   |
|                     | Gonapodya                                                         |
| ゴナポジア科        |                                                                   |
|                     | \| \| Monoblepharella \| \| \| \| \| \| Monoblepharis \| \| \| \| |
| サヤミドロモドキ科  |                                                                   |
|                     | Monoblepharella                                                   |
|                     |                                                                   |
|                     | Monoblepharis                                                     |
|                     |                                                                   |

|  | Monoblepharella |
|  |                 |
|  | Monoblepharis   |
|  |                 |

|  | Harpochytrium  |
|  |                |
|  | Oedogoniomyces |
|  |                |

|                     | Telasphaerula                                                     |
| Telasphaerulaceae科 |                                                                   |
|                     | Gonapodya                                                         |
| ゴナポジア科        |                                                                   |
|                     | \| \| Monoblepharella \| \| \| \| \| \| Monoblepharis \| \| \| \| |
| サヤミドロモドキ科  |                                                                   |
|                     | Monoblepharella                                                   |
|                     |                                                                   |
|                     | Monoblepharis                                                     |
|                     |                                                                   |

|  | Monoblepharella |
|  |                 |
|  | Monoblepharis   |
|  |                 |

|  | Harpochytrium  |
|  |                |
|  | Oedogoniomyces |
|  |                |

|                     | Telasphaerula                                                     |
| Telasphaerulaceae科 |                                                                   |
|                     | Gonapodya                                                         |
| ゴナポジア科        |                                                                   |
|                     | \| \| Monoblepharella \| \| \| \| \| \| Monoblepharis \| \| \| \| |
| サヤミドロモドキ科  |                                                                   |
|                     | Monoblepharella                                                   |
|                     |                                                                   |
|                     | Monoblepharis                                                     |
|                     |                                                                   |

|  | Monoblepharella |
|  |                 |
|  | Monoblepharis   |
|  |                 |

|  | Harpochytrium  |
|  |                |
|  | Oedogoniomyces |
|  |                |

|                     | Telasphaerula                                                     |
| Telasphaerulaceae科 |                                                                   |
|                     | Gonapodya                                                         |
| ゴナポジア科        |                                                                   |
|                     | \| \| Monoblepharella \| \| \| \| \| \| Monoblepharis \| \| \| \| |
| サヤミドロモドキ科  |                                                                   |
|                     | Monoblepharella                                                   |
|                     |                                                                   |
|                     | Monoblepharis                                                     |
|                     |                                                                   |

|  | Monoblepharella |
|  |                 |
|  | Monoblepharis   |
|  |                 |

| 表1. サヤミドロモドキ門の属までの分類体系の一例 - サヤミドロモドキ門 Monoblepharidomycota Doweld (2001) または ツボカビ門 Chytridiomycota Doweld (2001) - サヤミドロモドキ綱 Monoblepharidomycetes J.H. Schaffner (1909) - ヒアロラフィディウム目 Hyaloraphidiales Doweld (2001) - ヒアロラフィディウム科 Hyaloraphidiaceae Doweld (2001) 菌体は基物に付着せずプランクトン性、全実性で遊走子を欠く。有性生殖は未知。 - ヒアロラフィディウム属 Hyaloraphidium Korshikov (1931) - ハルポキトリウム目 Harpochytriales R. Emers. & Whisler (1968) - ハルポキトリウム科 Harpochytriaceae Wille ex P.W. Graff (1928) = オエドゴニオミケス科 Oedogoniomycetaceae D.J.S. Barr (1990) 菌体は棍棒状から短い糸状、付着器で基物に付着している。有性生殖は未知。 - ハルポキトリウム属 Harpochytrium Lagerh. (1890) - Oedogoniomyces Kobayashi & M. Ôkubo (1954) - サヤミドロモドキ目 Monoblepharidales J. Schröt. (1893) 菌体は基本的に菌糸からなり、多心性。 - 科 Telasphaerulaceae Longcore & T.Y. James (2017) 仮根状菌糸体であり、遊走子嚢は退化的。有性生殖は未知。 - Telasphaerula Longcore & T.Y. James (2017) - ゴナポジア科 Gonapodyaceae H.E. Petersen ex P.M. Kirk, P.F. Cannon & J.C. David (2001) 菌糸は偽隔壁をもち、しばしば膨潤する。有性生殖は一般的。 - Gonapodya A. Fisch. (1892) - サヤミドロモドキ科 Monoblepharidaceae E. Warming (1884) 菌糸が発達。有性生殖は一般的。 - Monoblepharella Sparrow (1940) - サヤミドロモドキ属 Monoblepharis Cornu (1871) |